# (31730) 1999 JV70
1999 JV70 (asteroide 31730) é um asteroide da cintura principal. Possui uma excentricidade de 0.08224420 e uma inclinação de 12.64032º.
Este asteroide foi descoberto no dia 12 de maio de 1999 por LINEAR em Socorro.